# Depo

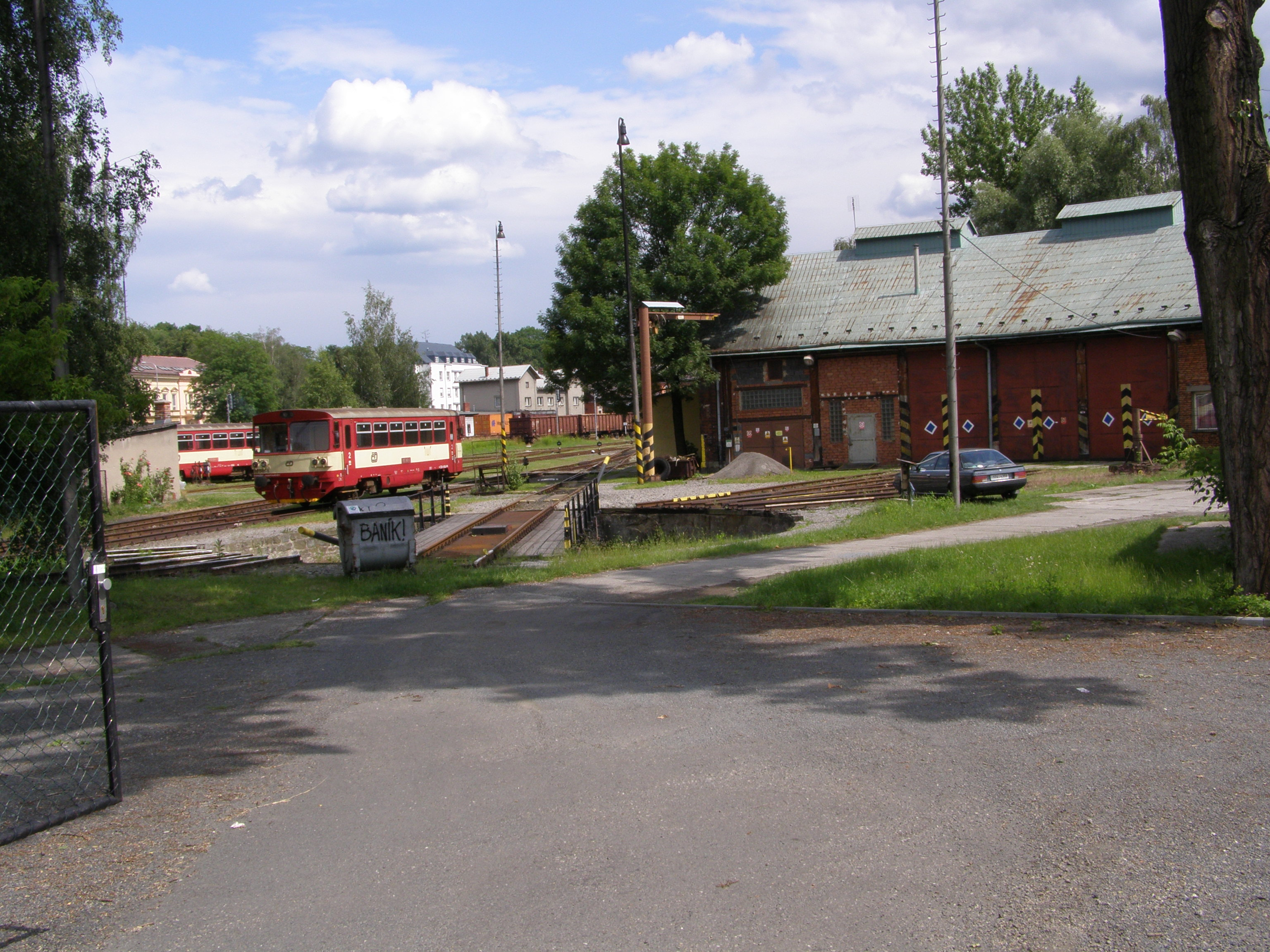
Depo při nádraží ve Frýdku-Místku

Depo (z franc. dépôt sklad, depo) označuje obecně sklad, skladiště (budova či místnost) k uskladnění zboží, zásob nebo zásilek a zejména areál určený pro odstavování a údržbu vozidel, zvláště kolejových. Vozové depo je určeno pro železniční vozy, lokomotivní depo (dříve nazývané výtopna) je především určené pro hnací vozidla, respektive lokomotivy. Depům tramvají či trolejbusů se v češtině zpravidla říká vozovna, v Praze se jako depo označuje odstavovací hala coby část vozovny. Výraz depo se používá také u závodních automobilů. V depu se obvykle nacházejí dílny pro údržbu vozidel.